# Viljami Kalliokoski
Viljami Kalliokoski, född 15 maj 1894 i Halso, död 20 januari 1978 i Karleby, var en finländsk jordbrukare och politiker.
Kalliokoski var under 1930- och 1940-talet en central gestalt inom Agrarförbundet (partiordförande 1940–1945). Han var en av Urho Kekkonens främsta opponenter inom partiet och deltog även i det så kallade Honkaförbundets underhandlingar 1961. 1956 var han i Österbotten påtänkt som agrarförbundets presidentkandidat, men hans kandidatur vann inte understöd av partifolket i landets övriga regioner.
Han var riksdagsman 1922–1945 och 1948–1962 samt förste vice talman i riksdagen 1938–1940 och 1950–1954. Han var biträdande lantbruksminister 1936–1937 samt lantbruksminister i två omgångar, 1940–1944 och 1954–1956.
Kalliokoski innehade höga förtroendeposter bland annat i kyrkliga och kooperativa sammanhang; han var 1930–1936 chefredaktör för partiorganet  Keskipohjanmaa och 1945–1949 vd för sällskapet Pellervo. År 1973  utgav han memoarverket Kiitollisena muistaen.
Han fick titeln lantbruksråd 1949.

## Utmärkelser
- Kommendörstecknet av I klass av Finlands Vita Ros’ orden[1]
- Kommendör med stora korset av Nordstjärneorden[1]

[Redigera Wikidata]